# 雅畈镇
雅畈镇，中国浙江省金华市婺城区下辖的一个镇。
雅畈为叶氏聚集地之一，镇内现有叶姓3000余人，迁移在外的后裔超过2万人。

## 辖区
该镇辖有：
雅畈一村、雅畈二村、雅畈三村、赵宅村、宜山村、汪家村、车坞村、新畈村、吴畈村、端头村、上六村、雅叶村、寿六村、芳田村、三村里村、张麻车村、雅桑园村、彭上村、竹园村、徐店村、上岭殿村、汉灶村、加全塘村、石楠塘村、西大路村、白杜塘村、南干村、下山头村、殿后村、雅处村、上马山村、小下店村、寿溪村、儿坑村、罗芳桥村、大山村和和安村。

## 图片
- 雅新中街
- 雅畈二村七家厅
- 雅葉村夏侯庙
- 雅畈镇欢迎标语